# Mrak (priimek)
Mrak je 102. najbolj pogost priimek v Sloveniji, ki ga je po podatkih Statističnega urada Republike Slovenije na dan 31. decembra 2007 uporabljalo 1.325 oseb, na dan 1. januarja 2010 pa 1.316 oseb.  

## Znani nosilci priimka
- Angelca Mrak, županja občine Muta
- Anja Kopač (-Mrak) (*1974), sociologinja in političarka
- Andrej Mrak (1954—2024), novinar, sodelavec RTVS, ljubiteljski zbiralec in raziskovalec kulturne dediščine
- Anton Mrak (1883—1961), pravnik, publicist
- Bernarda Mrak Kosel, upok. prof. angleščine, pisateljica
- Boris Mrak (1916—?), časnikar, politik in publicist
- Boris Mrak (*1955), ekonomist (management nepridobitnih organizacij)
- Branko Mrak, glasbenik
- Damir Mrak, pevec (& Davor Mrak - kitarist)
- Davorin Mrak, filmski delavec (dokumentarist)
- Franc Mrak, slov. jezuit na Hrvaškem, naravoslovec in velik zbiratelj kamnin
- France Mrak (1918—1945), domobranski častnik
- Franci Mrak, pravi prvi pionir alpinističnega smučanja pri nas
- Gabrijela Mrak (1852—1928), operna in koncertna pevka
- Ignacij Mrak (1810—1901), škof slovenskega rodu v ZDA
- Irena Mrak (*1973), geografinja, alpinistka, naravovarstvenica
- Ivan Mrak (1906—1986), igralec, gledališčnik, dramatik in esejist
- Iztok Mrak, predsednik Socialne zbornice Slovenije
- Janez Mrak, jadralec
- Jelka Mrak Dolinar (1925—2018), politična obsojenka, publicistka
- Jožef Mrak (1709—1786), geodet in kartograf
- Karla Bulovec Mrak (1895—1957), kiparka, risarka
- Marija (Marjana) Mrak, muzikologinja, operna publicistka, radijska urednica
- Matjaž Mrak, pevec zabavne glasbe, klarinetist Orkestra slovenske policije
- Matjaž Mrak, filmski snemalec/direktor fotografije; tudi avtor, režiser, scenarist
- Mojmir Mrak (*1954), ekonomist, strokovnjak za mednarodne finance, univ. profesor
- Patrik Mrak, pevec zabavne glasbe
- Sonja Mrak Šporar, slovenska košarkarica, ki je nastopila v reprezentanci Jugoslavije
- Tina Mrak (*1988), jadralka
- Zdenka Mrak, glavna medicinska sestra v UKC Ljubljana